# Habronattus tarsalis
Habronattus tarsalis — вид аранеоморфних павуків родини павуків-стрибунів (Salticidae).

## Поширення
Вид поширений в США. Завезений на Гаваї.